# Kim Milton Nielsen
Pour les articles homonymes, voir Nielsen.
Kim Milton Nielsen (né le 3 août 1960 à Copenhague) est un ancien arbitre danois de football. Il commença à arbitrer dès 1986, puis reçut son accréditation mondiale deux ans après, puis dirigea des compétitions internationales, puis arrêta lors de la saison 2005-2006.
Il est célèbre à Lyon pour une erreur d'arbitrage lors du match qui opposait le 13 avril 2005 l'Olympique Lyonnais et le PSV Eindhoven en quart de finale retour de la Ligue des Champions. Il avait alors omis de siffler un pénalty pour l'Olympique Lyonnais tout à la fin du match à la suite d'une faute évidente de Heurelho Gomes sur Nilmar. 

## Carrière
Il a officié dans des compétitions majeures : 
- Supercoupe de l'UEFA 1992 (match aller)
- Coupe du monde de football des moins de 20 ans 1993 (3 matchs)
- Coupe UEFA 1993-1994 (finale aller)
- Euro 1996 (1 match)
- CAN 1998 (3 matchs)
- Coupe du monde de football de 1998 (2 matchs)
- Euro 2000 (2 matchs)
- Coupe des confédérations 2001 (1 match)
- Coupe intercontinentale 2001
- Coupe du monde de football de 2002 (3 matchs)
- Ligue des champions de l'UEFA 2003-2004 (finale)
- Euro 2004 (2 matchs)
- Coupe du Danemark de football 2005-2006 (finale)